# Friedersdorf, Saxònia-Anhalt
Friedersdorf és una vila i municipalitat del districte d'Anhalt-Bitterfeld, a Saxònia-Anhalt, Alemanya. Des de l'1 de gener de 2010, forma part de la municipalitat de Muldestausee.

## Vila del llibre
La tardor del 1997 es va crear la primera vila del llibre alemanya amb l'obertura de set llibreries. Els fundadors del negoci en aquell moment van ser Renè Bär, Heidemarie Dehne, Olaf Löbel, Hans-Jürgen Schmidt, Mario Strohschein, Günter Weigert i Andrea Wilzek. Les llibreries de segona mà encara existents avui en dia són les de Renè Bär a l'antiga escola i d'Olaf Löbel al Mühlbecker Hof.